# Săn bắt và hái lượm

Nhặt nhạnh thức ăn nơi tự nhiên hoang dã

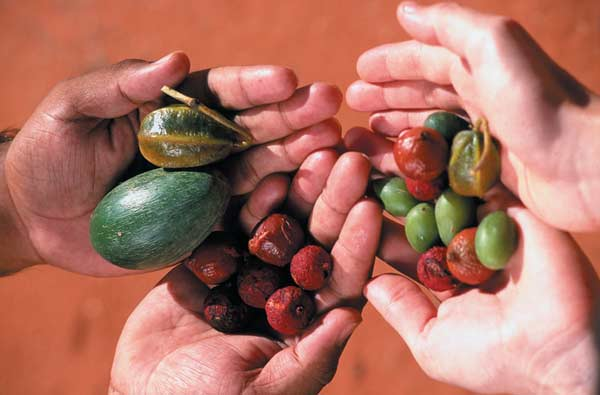
Các loại sản vật thu lượm được

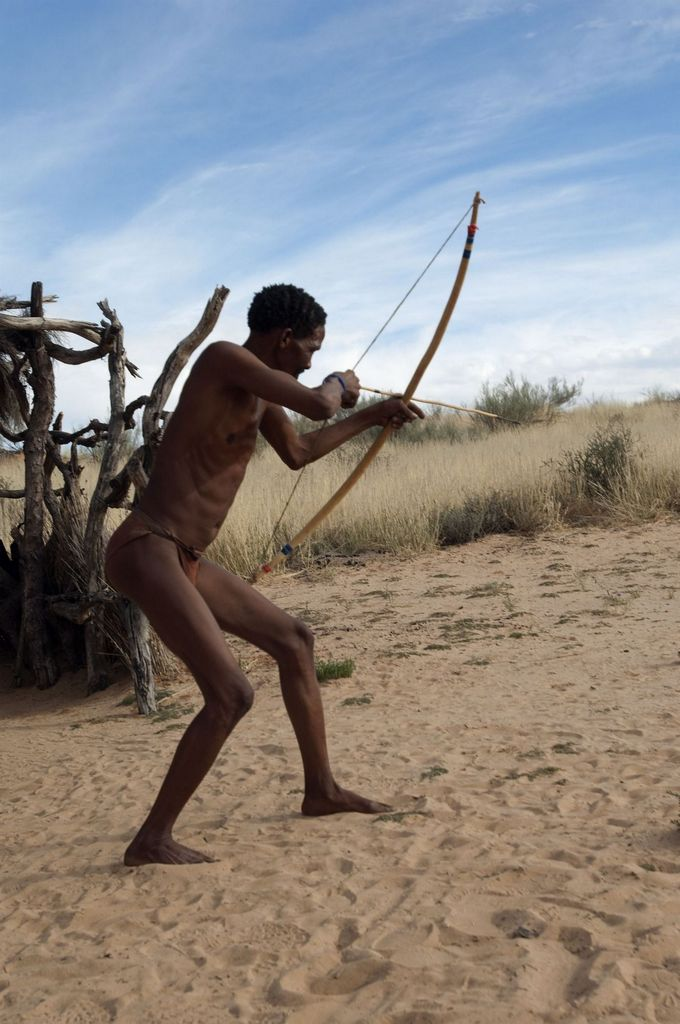
Một thổ dân đang săn bằng cung tên thô sơ

Săn bắt và hái lượm là hình thái của con người sống trong một cộng đồng, hoặc theo một phong cách sống có nguồn gốc từ tổ tiên xa xưa truyền lại, trong đó hầu hết hoặc tất cả thức ăn đều có được bằng cách tự mò mẫm tìm kiếm thức ăn, tức là, bằng cách nhặt nhạnh những thức ăn từ các nguồn tự nhiên tại khu vực sinh sống, đặc biệt là từ các loài cây cỏ tự nhiên mà còn cả côn trùng, nấm, mật ong, trứng các loại cầm điểu, hoặc bất cứ thứ gì có thể ăn được và/hoặc bằng cách săn đuổi các loài thú săn để kiếm nguồn thịt (theo đuổi và/hoặc bẫy và giết các loài động vật hoang dã, bao gồm cả việc bắt cá). Đây là một hoạt động phổ biến ở hầu hết các loài động vật có xương sống là động vật ăn tạp. Các xã hội săn bắt hái lượm trái ngược với xã hội nông nghiệp định cư, chủ yếu dựa vào việc trồng trọt cây trồng và chăn nuôi động vật thuần hóa để tạo ra thực phẩm, mặc dù ranh giới giữa hai cách sống này không hoàn toàn khác biệt. 
Săn bắn và hái lượm là cạnh tranh sự thích nghi thành công ban đầu và lâu dài nhất của loài người trong thế giới tự nhiên, chiếm ít nhất 90 phần trăm lịch sử loài người. Đây là một kiểu kinh tế của một xã hội, cộng đồng người cổ xưa hoặc lạc hậu trong thời đại ngày nay. Đây là một loại hình kinh tế tự nhiên theo đó hầu hết hoặc tất cả các nguồn thức ăn thu được từ việc hái và lượm lặt các loài thực vật có sẵn (thường là hái, lượm các quả, quả mọng ở cây bụi, đào bới các củ...) và săn bắt các loài động vật hoang dã, hoặc thu lượm các động vật khác như nghêu, sò, ốc, hến. Nền kinh tế này trái ngược với xã hội nông nghiệp nơi nguồn thực phẩm phụ thuộc chủ yếu vào các loài động, thực vật đã thuần dưỡng (chăn nuôi và trồng trọt). Săn bắt và hái lượm là chế độ sinh hoạt của tổ tiên của người tiền sử cũng như tất cả các người hiện đại đã thực hiện phương thức sinh sống săn bắt hái lượm mãi cho đến cách đây khoảng 10.000 năm. Ngày nay, người Hadza ở châu Phi được biết đến là những cộng đồng người còn sống dựa vào hình thức săn bắt và hái lượm.